# Limburg (Belgium)
Limburg tartomány a Belgiumban fekvő városról, Limbourgról (Limburgról) kapta a nevét. A  tartomány Belgium három régiója közül Flandriában fekszik, annak legkeletibb részén. A tartományt nyugatról a Maas folyó határolja, északon Hollandia, délen a vallón régióhoz tartozó Liège tartomány, nyugatról Flamand-Brabant és Antwerpen tartományok határolják. A tartomány székhelye Hasselt városa.
A tartomány területe 2422 km², amit három járásra (hollandul arrondissementen) osztottak fel. Hasonlóan Flandria más tartományaihoz a hivatalos nyelv a holland, illetve helyi változata, a flamand. A tartományon belül elterjedt a flamand helyi nyelvjárása, melyre a limburgi nyelv hatott (hollandul: Limburgs, németül: Limburgisch, franciául: Limbourgeois).

## Földrajz
Limburg tartományt keresztülszeli az Albert csatorna, amely Antwerpen városát köti össze Liège városával, illetve a Maas és a Schelde folyókkal. A régió korábban bányáiról, elsősorban szénbányáiról volt ismert.
A tartomány legmagasabb pontja a Remersdaal, 287,5 méterrel a tengerszint felett (ez egyben Flandria legmagasabb pontja is). Legalacsonyabb pontja a "Galgenboom", Millen (Riemst) faluban, 151 méterrel a tengerszint felett.
A tartomány legnagyobb folyói, az Albert csatorna mellett a Maas, Demer, Jeker és Dommel folyók.

## Fekvés, éghajlat
A tartomány fekvése és éghajlata kedvez mind a mezőgazdasági tevékenységeknek, mind a turizmusnak is, négy nagyobb régiója meglehetősen változatot képet nyújt:
- Kempen lápos-mocsaras síkság, homokdűnékkel és fenyőerdőkkel
- Haspengouw-ban számos gyümölcsliget, valamint gabonaféléket termesztő síkság található
- A Maas folyó völgye (Maasland) kedvező terepet nyújt a vízisportok kedvelőinek, a kerékpárosoknak, illetve a folyóvölgyben számos kavicsbánya található
- A Voerstreek régió a legeltető állattartás kedvező terepe fával benőtt völgyei és füves legelői révén

## Történelem
A tartomány neve a napjainkban a Vallónia régióban, a Weser (Vesdre) folyó partján található Limbourg város nevéből származik. A város a középkori Limburgi Hercegség székhelye volt, amely a Liège-től északra található Meuse régióban helyezkedett el. A Hollandiai Limburg tartományt alkotó területek nem tartoztak azonban ehhez a hercegséghez, hanem több kisebb, önálló államalakulat között oszlottak meg, mint például a Brabanti Hercegség, a Jülich-i hercegség és a Liège-i Püspökség. A politikai megosztottság egyik öröksége a limburgi nyelvjárás számtalan, máig fennmaradt helyi változata.
A Limburgi Hercegség 1648-ig állt fenn a Maastrich, Liège és Aachen városai által határolt háromszögben.
A napóleoni háborúk után a nagyhatalmak, Nagy-Britannia, a Porosz Királyság, a Habsburg Birodalom, az Orosz Birodalom és Franciaország képviselői 1815-ben Limburg területét az Egyesült Holland Királysághoz csatolták. A belga és a holland tartományok összevonásával kialakított új provincia neve, a székhelye után, Maastricht lett, de a tartomány első uralkodója, I. Vilmos holland király azonban nem akarta a történelmi Limburgi Hercegség nevét veszni hagyni és a tartomány nevét Limburgra változtatta.
1830-ban, Belgium függetlenségének kikiáltásával egyidőben a limburgi tartomány déli, túlnyomó részt katolikus területei is elszakadtak az északi, kálvinista református Hollandiától. Belgium függetlenségét követően szinte az egész egyesült Limburg tartomány a belga korona fennhatósága alá került. Csak 1839-ben osztották fel "belga" és "holland" részekre a helyi lakosság élénk tiltakozása ellenére, ezzel kialakítva a tartományok máig fennálló határait. A belga alkotmányreformot követően Limburg a flamand régióhoz került, bár a tartományon belül jelentős számban élnek francia anyanyelvű vallonok is.
A belga és a hollandiai Limburg tartomány himnusza egyaránt a In 't Bronsgroen Eikenhout.

## Gazdaság

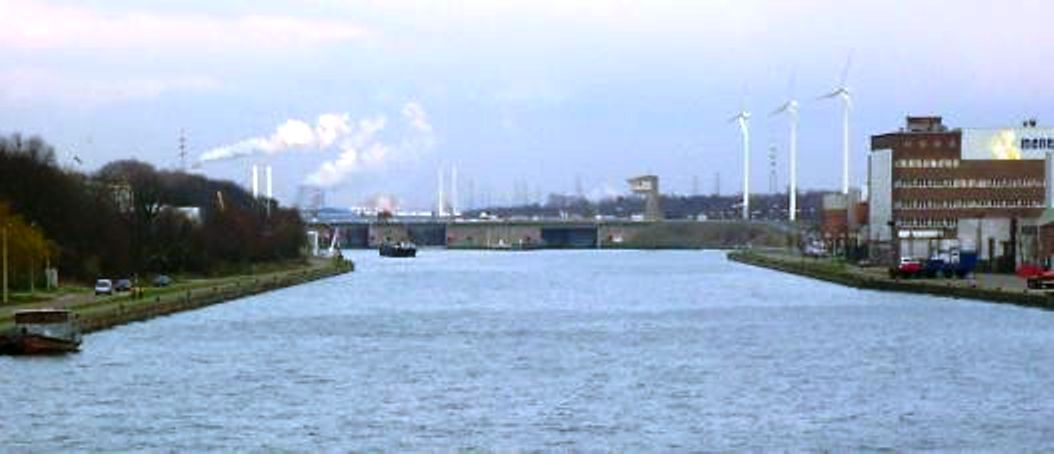
Az Albert csatorna Hasselt városánál

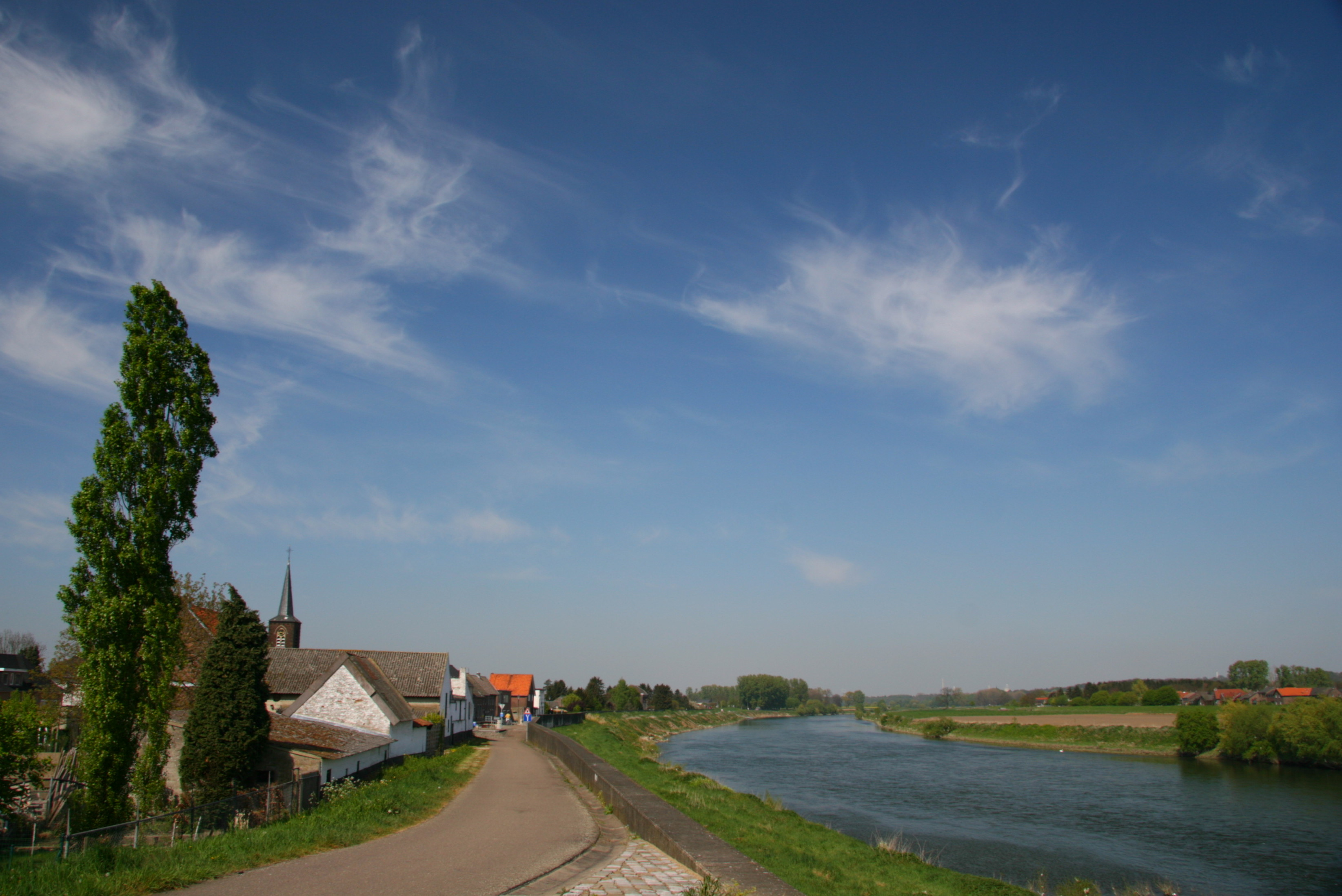
A Maas folyó völgye, a belgiumi Herbricht-hoz közel. A folyó túloldala már a hollandiai Limburg tartomány része.

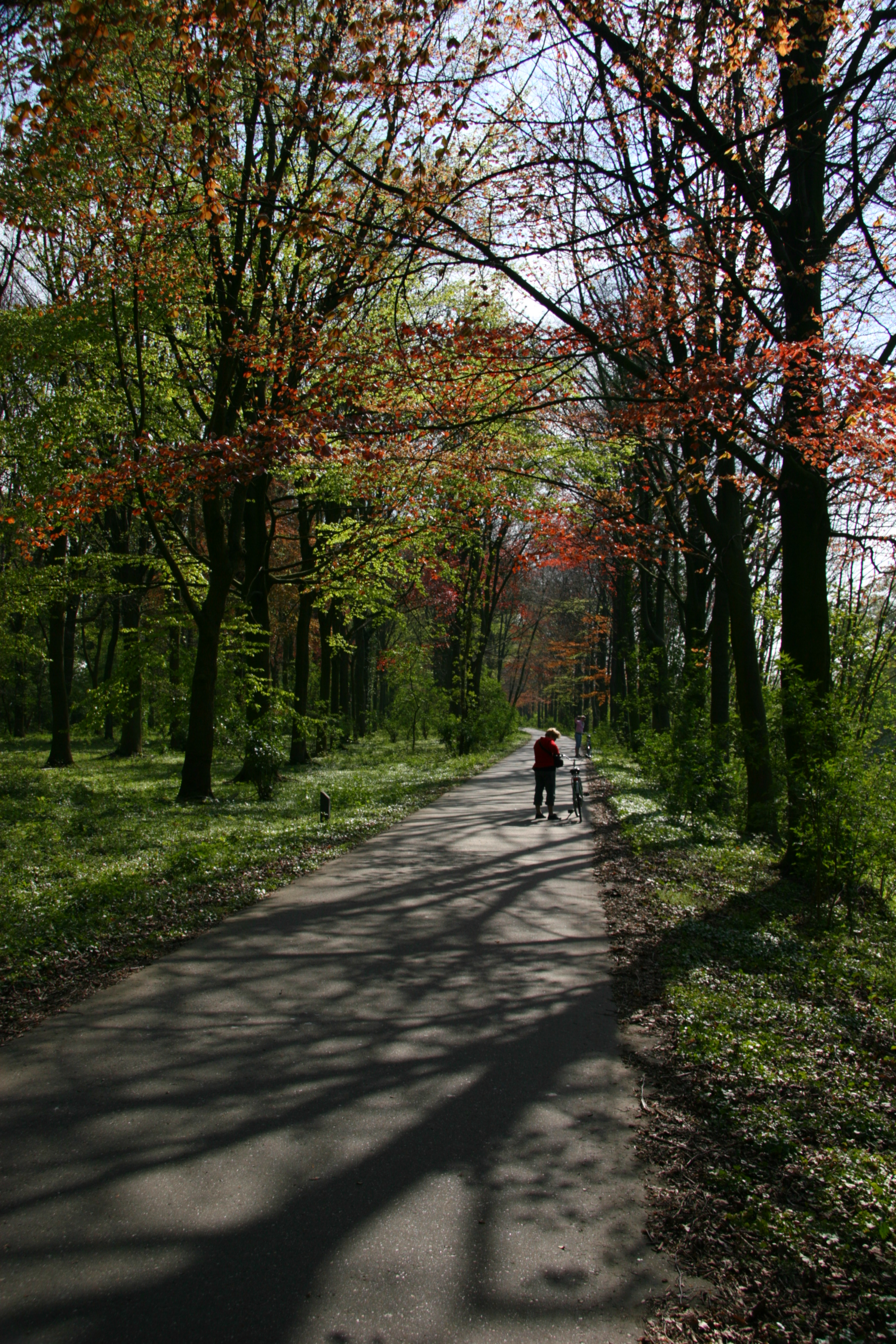
Részlet a Maas völgyét behálózó kerékpárút-hálózatból.

Limburg tartománya a belga gazdasági növekedés egyik meghatározó tényezője volt a 19-20. században szénbányái és acélipara révén. Bár a bányaművelés időközben gazdaságtalanná vált, mégis sok helyen fennmaradtak a korábbi bányaépületek, tárnák, amelyek közül sok ma már műemléki védettséget élvez.
A tartományban először 1901-ben talált szenet André Dumont geológus, a leuven-i egyetem munkatársa. Rövid időn belül 7 bánya indult be, amelyek a helyi lakosok mellett nagy számban alkalmaztak dél- és kelet-európai munkásokat is.
Az 1970-es években a bányák nagy része bezárt és a tartomány Belgiumon belül a legmagasabb munkanélküliségi rátával küzdött. Az 1990-es évekre a tartomány gazdasága ismét fellendült, részben az ide telepedő vegyipari, illetve autóösszeszerelő üzemeknek köszönhetően, részben a körülöttük kialakuló kis- és középvállalatok tevékenységének köszönhetően.

## Közlekedés
A tartomány egyik vonzereje az idetelepülő vállalkozások számára kitűnő fekvése: Limburgtól 500 km-es sugarú körön belül található az EU lakosságának és vásárlóerejének kb. 50%-a. Emellett a tartomány meglehetősen fejlett közlekedési infrastruktúrával rendelkezik, hiszen területén haladnak át az E313 (Antwerp-Liege) és az E314 (Brussels-Louvain-Aachen) autópályák, illetve az Albert-csatorna. Ennek eredményeként a belga tartományok közül Limburgban messze a legmagasabb az export-import aránya.

## Kultúra
A limburgi kultúra alapvető elemei:
- Zene: 1965-től 1981-ig évente egy nemzetközileg ismert jazz- és rockfesztivált rendeztek Bilzenben, mielőtt Limburgon kívülre, Werchterbe költöztek volna, ahol ma is megrendezik, mostanra "Rock Werchter" néven. Egy másik jól ismert évenként megrendezett zenei fesztivál a Hasseltben megrendezett Pukkelpop.
- Vallás: meghatározóan római katolikus.
- Folklór: Több helyen még mindig van egy ma már inkább hagyományörző "polgárőrség".
- Karnevál
- Sport: a sportok közül a kerékpárversenyzés és a labdarúgás a legnépszerűbb.
- A három legmagasabb nemzeti osztályban játszó limburgi profi futballklub a következő: K.R.C. Genk és K. Sint-Truidense V.V. (1. osztály), Lommel United (2. osztály); K. Patro Eisden Maasmechelen és KSK Hasselt (3. osztály). A K.R.C. Genk négyszer nyerte meg a nemzeti bajnokságot. A motokrossz is népszerű, ebben a sportágban négy korábbi világbajnok is származik a belga Limburgból; együttesen 20 világbajnoki címet nyertek.
- Szabadidő, kikapcsolódás: gyalogos vagy kerékpáros séta a helyi természetvédelmi területeken.

## Közigazgatás és politika

### Limburg tartomány kormányzói 1830-tól
| -tól | -ig        | Kormányzó neve                      |
| ---- | ---------- | ----------------------------------- |
| 1830 | 1831       | Frans de Loë Imstenraedt de Mheer   |
| 1831 | 1834       | Jean-François Hennequin             |
| 1834 | 1843       | Werner de Lamberts                  |
| 1843 | 1857       | Pierre de Schiervel                 |
| 1857 | 1871       | Theodoor de T'Serclaes de Wommersom |
| 1871 | 1871       | Pierre de Decker                    |
| 1872 | 1879       | Joseph Bovy                         |
| 1879 | 1894       | Adolphe Goupy de Beauvolers         |
| 1894 | 1914       | Henri de Pitteurs-Hiégaerts         |
| 1914 | 1919       | üres (Első világháború)             |
| 1919 | 1927       | Theodore de Renesse                 |
| 1928 | 1940       | Hubert Verwilghen                   |
| 1940 | 1941       | Gérard Romsée                       |
| 1941 | 1944       | Jef Lysens                          |
| 1944 | 1950       | Hubert Verwilghen                   |
| 1950 | 1978       | Louis Roppe                         |
| 1978 | 1995       | Harry Vandermeulen                  |
| 1995 | 2005       | Hilde Houben-Bertrand               |
| 2005 | napjainkig | Steve Stevaert                      |

### Közigazgatási beosztása
| Hasselt járás: 2. As 3. Beringen 8. Diepenbeek 10. Genk 11. Gingelom 12. Halen 13. Ham 15. Hasselt 18. Herk-de-Stad 20. Heusden-Zolder 26. Leopoldsburg 28. Lummen 33. Nieuwerkerken 34. Opglabbeek 38. Sint-Truiden 39. Tessenderlo 43. Zonhoven 44. Zutendaal | Maaseik járás: 5. Bocholt 7. Bree 9. Dilsen-Stokkem 14. Hamont-Achel 16. Hechtel-Eksel 22. Houthalen-Helchteren 23. Kinrooi 27. Lommel 29. Maaseik 31. Meeuwen-Gruitrode 32. Neerpelt 35. Overpelt 36. Peer | Tongeren járás: 1. Alken 4. Bilzen 6. Borgloon 17. Heers 19. Herstappe 21. Hoeselt 24. Kortessem 25. Lanaken 30. Maasmechelen 37. Riemst 40. Tongeren 41. Voeren 42. Wellen |